# Agalychnis buckleyi
Agalychnis buckleyi е вид жаба от семейство Дървесници (Hylidae). Видът не е застрашен от изчезване.

## Разпространение
Разпространен е в Еквадор и Колумбия.